# Agapetus eriopus
Agapetus eriopus är en nattsländeart som beskrevs av Wolfram Mey 1996. Agapetus eriopus ingår i släktet Agapetus och familjen stenhusnattsländor. Inga underarter finns listade i Catalogue of Life.